# 張養浩
張 養浩（ちょう ようこう、1270年 - 1329年）は、元代の官僚・儒学者。字は希孟。号は斉東野人・雲荘。東平の学正を初任として、監察御史・翰林直学士・礼部尚書を歴任した。関中の大飢饉の際には飢民の救恤に尽力した。死後、浜国公を追贈され、文忠と諡される。
著書に『三事忠告』・『帰田類稿』等がある。

## 略歴・逸話
南宋の度宗の咸淳6年（1270年）、済南府歴城県に生まれた。幼時から品行方正の子で、10歳頃、余り読書に凝るのを心配した父母は、勉強を止めるよう注意したが、父母に隠れて書物を読んだと言う。
後に元の山東按察使の焦遂が彼の評判を聞いて管下の東平県教官に挙げた。その後彼は都の大都に転任し、大臣の不忽木（ブフム）に知られ、礼部の官僚となり、それから薦められて御史台に入った。
ある日彼の病臥を聞いて不忽木が見舞いに寄ってみると、四方の壁の他には何も無く、その清貧にほとほと感じ入らされた。堂邑県の長官時代、正道に固い志を持つ彼は、先ず淫祠を壊し、窮民が流れて盗賊となる者を救って新しい生活の道を図ってやり、暴力団の巨頭を断乎として検挙するなど、遺憾無く彼の面目を発揮して民衆の信望を博した。
いつしか「張公にそむいてはならぬ」と民衆に言い交わされるようになり、彼が任を終えて去っても、民衆は長く忘れずに碑を建てて彼の徳を称えた。
その後東宮職に召され、監察御史となった。彼の直言憚らない態度は、当時行政大臣が監察官を任命するようになっていたことを批判して、「盗人を捕える役人を盗人に選ばせるような馬鹿なことがあるか」と言ってのける程だった。遂に時政に関して、
一：恩賞が余り過ぎること
ニ：刑罰禁令に抜かりが多すぎること
三：名誉や爵位が軽々し過ぎること
四：政治の監督が弱すぎること
五：土木事業をやり過ぎること
六：号令が浮薄過ぎること
七：情実が酷過ぎること
八：風俗がだらしなさ過ぎること
九：異端者が横暴過ぎること
十：大臣の任命がでたらめ過ぎること
とする十条を上疏痛論するに至って、彼は全く官界から排斥されて、名を変えて浪人しなければならなかった程に危険が身に迫った。
仁宗が崩御して、英宗が即位すると、専横・汚職の為に弾劾を受けて失職した権臣の鉄木迭児（テムデル）が、皇太后ラトナシリの後ろ盾で最高位の右丞相となって再び権勢を取り戻し、自分に都合の悪い政敵を次々と排除する横暴を見せた。幸い、英宗即位の翌年に皇太后と鉄木迭児が共に病没した為に、かねて鉄木迭児の権力の濫用に反感を抱いていた英宗は、廷臣等と共に彼の生前の罪を糾弾して、その財産・爵位を没収し、その実子のバリンギシュを処刑した。しかし、この厳格な処置に恐れを抱いた鉄木迭児の養子で御史大夫の鉄失（テクシ）が、重臣の淇陽王也先鉄木児（エセン・テムル）等と謀反を起こし、英宗の行幸途中、南坡の行在所で右丞相の拝住（バイジュ）を殺し、同時に寝所に居た英宗を弑した。
生前の英宗は特に張養浩を信頼して、失意にあった彼を中書省の大臣格に登用した程であるが、その間に在って彼は苦心痛恨したけれども力及ばないと見て、袂を払い故郷の老父の膝下に隠棲した。
やがて謀反を起こした奸臣等は誅殺され、次いで立った晋宗の朝廷に彼は度々召されて、吏部尚書の要職を請われたがこれを固辞し、父の死後益々朝廷の召命を謝して断り、再び世に立とうとはしなかった。
天暦2年（1329年）、関中地方が大旱魃に見舞われ、極度に飢えた民衆が共食いを行う程の惨状を呈した。この時に彼は陝西行台中丞の特命を受けた。そこで彼はこれを拝命して、任に赴くに際して自分の余財を全て郷里の貧民に与え、道々飢えた民衆を救い、死者を葬りつつ、京兆の任に向かった。
華山を通った時、彼は山神を祀った祠に雨を祈りながら、泣いて立てなかった。至誠天に通じてか、その時空がたちまち曇って、二日間雨が降ったと言う。又、任地に着いて再び社壇に雨乞いをした時にも、水かさが三尺になるまで雨が降り、稲・黍（きび）が生えたと言う。
しかしながら、中々その程度では民衆は救われず、物価は暴騰し、これに付け込んで暴利を得る商人や役人がはびこった。窮乏は極まり、民間では子を殺して母に捧げる者まであることまで彼の耳に入った。これを聞いた彼は慟哭して、身銭を切って救済に務め、毎日役所に起き臥しして、家に帰らず、夜は天に祈り、昼は窮民に精魂を尽くしたが、余りの心配と疲労の為に、到頭発病して逝去した。享年60。これに関中の民衆は父母を失ったように悲しんだと言う。
張養浩の著書には、『廟堂忠告』・『風憲忠告』・『牧民忠告』から成る政治指導書『三事忠告』と、遺稿『帰田類稿』二十巻がある。
張養浩には二人の男子があったが、長男の張彊は先立って死に、弟の張引が残った。張引のことは彼の「風憲忠告」や「牧民忠告」の序文にも載っている。